# Gotfred Abraham Becker
Gotfred Abraham Becker, född 22 september 1860, död 23 april 1945, var en dansk författare av trädgårdslitteratur.
Becker blev docent vid Veterinær- og Landbohøiskolen i Köpenhamn 1908, och var professor där 1923-26. Becker har bland annat utgett Lærebog i Blomsterdyrkning (1894, andra upplagan 1911), Bregner og deres Dyrkning (1901), samt Prydplanter (1928).